# Kalika (Dolpa)
Pour les articles homonymes, voir Kalika.
Kalika (en népalais : कालिका) est un comité de développement villageois du Népal situé dans le district de Dolpa. Au recensement de 2011, il comptait 1 321 habitants.